# Näs (Sandviken)
Näs is een plaats in de gemeente Sandviken in het landschap Gästrikland en de provincie Gävleborgs län in Zweden. De plaats heeft 108 inwoners (2005) en een oppervlakte van 33 hectare.